# 七支刀

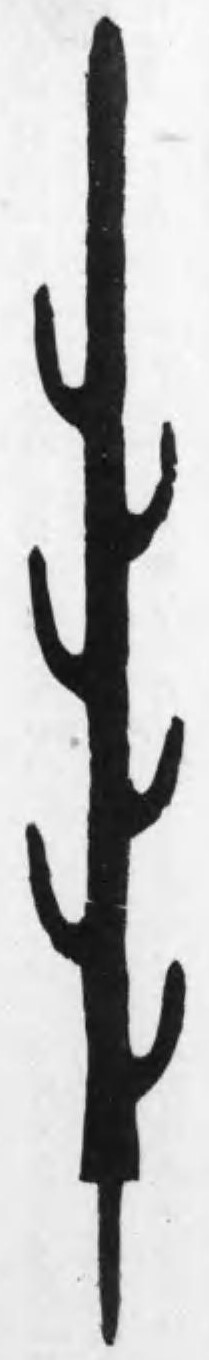
七支刀

七支刀（しちしとう）は、奈良県天理市の石上神宮に伝来した古代の鉄剣である。全長74.8センチメートル、剣身の断面は稜のないレンズ形で、厚さは2～3ミリメートルと極めて薄い。剣身の左右に段違いに3本ずつ、6本の枝刃を持つ特異な形状をしており、剣身に金象嵌の銘文が記されている。1953年（昭和28年）指定国宝。
表裏面に計62文字分の銘が施され、その内容からは、「泰□（和）四年（中国・東晋の太和4年：西暦369年にあてる説が有力）」に、百済王（近肖古王）の世子（継承者、近仇首王）が倭王のために百兵を退ける力をもった七支刀を作った、との趣旨が読み取れる。史料の少ない4世紀における日韓交流の様子を伝える現存品であり、またおよそ 1,600年もの長期にわたる世界にもほぼ例をみない伝世品として、きわめて高い価値をもつ品である。
石上神宮ではその由来は遠い昔に忘れ去られ、「六叉の鉾（ろくさのほこ）」と呼び、神田にその年はじめて苗を植える儀式に神を降ろす祭具として用いていた。1874年（明治7年）、同神宮大宮司となった菅政友は、水戸藩出身で『大日本史』編纂に参加した経歴のある歴史研究者でもあった。大宮司としてこの社宝をつぶさに観察する機会を得た菅は、剣身に金象嵌銘文が施されていることを発見し、剣の錆を落として銘文の解読を試みた。以来その銘文の解釈・判読を巡って研究が続いている。
『日本書紀』には七枝刀（ななつさやのたち）との記述があり、百済が倭に献上したのだという。その豪快な見た目から、フィクションの映画やアニメには強力な武器として描かれることが多いが、実際は実用的な武器として扱うのは難しいと思われ、権力や祭祀的な象徴として用いられたと考えられる。当時の東アジアの国際関係を記す希少な文字史料の一つであり、『好太王碑』とともに4世紀の倭に関する貴重な資料である。
2025年、奈良国立博物館の開館130年を記念する展覧会に合わせ、X線CT調査が実施された。過去に撮られたX線写真が、両面の銘文が重なって文字が読みづらかったのに対し、CTは対象をスライス状に撮影するため、表と裏の銘文を別の画像で読むことができ、不明瞭だった文字の一部が鮮明になった。

## 銘文

七支刀の実測図（右）および銘文（左）

刀身の表に34字、裏に27字、表裏併せて61字。錆による腐食がひどく、可読49字、全く読めないもの4字、あとの8字はわずかに残る線画によって判読が試みられている。
〔表〕
| 泰■四年■月十六日丙午正陽造百錬■七支刀■辟百兵宜供供（異体字、尸二大）王■■■■作 |

また
| 泰■四年十一月十六日丙午正陽造百錬■七支刀■辟百兵宜供供侯王■■■■作 |

〔裏〕
| 先世（異体字、ﾛ人）来未有此刀百済■世■奇生聖（異体字、音又は晋の上に点）故為（異体字、尸二大）王旨造■■■世 |

また
| 先世以来未有此刀百濟■世■奇生聖音故為倭王旨造■■■世 |

「石上神宮神宝図」には七支刀銘文の釈文が掲載されているが、まだ、紀年も「百済」も「倭王」も釈文されていない段階で、裏面の「倭王」の「王」字を明確に「主」と釈字している。この文字が「主」で正しければ、百済王が倭王を「倭主」と記し、紀年銘の記された表面の「侯王」と対比することで、両者の国際関係は大きく変貌を遂げることになるが、村山正雄『石上神宮七支刀銘文図録』に一覧紹介された「七支刀銘釈文比較表」において、この「倭王」を「倭主」と釈字した研究者はいない。

## 解釈
銘文についてはこれまで様々な研究がなされてきた。銘文の判読はもちろん、彫られた場所についても「表は東晋で鋳造された際に刻まれ、裏は百済で刻まれた」などの説もある。しかし内容は「百済王が倭王に贈った」との解釈が定説とされ、当時の背景として、高句麗の圧迫を受けていた百済が倭との同盟を求め、贈られたとされている。
また、日本書紀等の史書では、百済が倭に対して複数回朝貢し人質を献上していたことが記述されているが、この七支刀献上に関して、日本書紀神功皇后摂政52年条に、百済と倭国の同盟を記念して神功皇后へ「七子鏡」一枚とともに「七枝刀」一振りが献上されたとの記述がある。紀年論によるとこの年が372年にあたり、年代的に日本書紀と七支刀の対応および合致が認められている（後述）。

### 坂元義種の説
〔表面〕
| 泰■四■■月十六日丙午正陽造百練銕七支刀■辟百兵宜■供侯■■■■■作 <判読> 泰和四年五月十六日丙午正陽、百練銕（鉄）の七支刀を造る。出んで百兵を辟く。侯王に供供するに宜し。■■■■作る。 |

〔裏面〕
| 先世以来未有此刀百濟王世□奇生聖■故為倭王旨造■示後世 <判読> 先世以来、未だ此の（ごとき）刀有らず。百済王・世子、奇しくも聖晋に生まれるが故に倭王旨の為に造る。後世に伝示せ（られんことを）。 |

以上のように銘文を解釈すると、百済は東晋に朝貢して、東晋から「百済王」と、次代の王たるべき「世子」の地位を与えられたので、その喜びを分ちあうべく、倭王にこの七支刀を贈ったということになる。『日本書紀』神功皇后摂政五十二年条に「七枝刀一口，七子鏡一面」などの重宝を献上し、その時、百済王はこれらは谷那鉄山の鉄を用いたものだと伝えている。『日本書紀』の紀年に問題があるが、百済王の即位・薨去記事から換算すると、この年は372年にあたる。この前年、百済は高句麗の平壌城を攻め、高句麗王斯由は流れ矢に当たって戦死した。百済はこの戦果をもって、漢山に遷都し、翌咸安二年（372年）正月、東晋に朝貢し、東晋は、その六月、使者を百済に派遣して、百済王余句を鎮東将軍・領楽浪太守に封冊した。なお、『三国史記』によれば、この高句麗戦争には百済王と太子がともに兵を率いて出撃したとあり、『日本書紀』にも百済王父子、つまり、肖古王と貴須王子が軍事行動をともにしている様子が伝えられており、ここに七支刀銘文の「百済王と世子」の歴史的背景がうかがわれる。
銘文中、もっとも問題になるのは紀年銘の部分である。「泰■四年」が「泰和」なのか「泰始」、あるいは「泰初」なのか論が分かれている。西晋の泰始四年ならば268年、劉宋の泰始四年ならば468年、三国魏の太和四年ならば230年、東晋の太和四年ならば369年、北魏の太和四年ならば480年と、その比定にはいろいろなケースが考えられる。釈字が定まらない以上、明確な答えは出しにくいが、全体としては百済が倭王に贈ったものであることは間違いない。それをふまえると、百済が国家として登場し、倭王の存在が百済にとって重要な意味をもつ時期が問題となる。中国年号を用いていることは百済が正朔を奉じ、その王朝に帰属していることを意味するため、三国魏の太和四年や西晋の泰始四年は早すぎ、北魏の太和四年は可能性がない。残るは劉宋の泰始四年と東晋の太和四年だが、銘文には倭王に対する敬意の度合いが低い。劉宋の泰始四年であれば、百済を軍事的に支配している、いわゆる倭の五王の時代にあたるので、これは排除していい。結局、東晋の太和四年が候補として残ることになり、この時期は百済が高句麗と死闘を繰り返し、やがて高句麗王を戦死に追い込み、東晋にこの戦果を報告し、東晋が百済に使者を派遣する。七支刀はこうした百済の国際的な状況のなかで倭王に送られた贈り物だったと理解してよい。
七支刀によれば、泰和四年（369年）には「百済王」と「世子」が東晋から封冊されていたことになるが、『晋書』では、百済と東晋の交渉は咸安二年（372年）が初見となっている。しかし、この点は、『晋書』の記事を再検討することによって解決可能かもしれない。すなわち、東晋は「使を遣はして百済王余句を拝して鎮東将軍・領楽浪太守と為」したのであって、このとき、余句を「百済王」に封冊したとは記していないからである。もしも、余句がこれ以前に東晋に朝貢し、百済王に封冊されていたとしたら、この問題は解決することになり、その可能性は十分にある。
銘文には「侯王」という語があり、これは裏面の「倭王」を指している。「侯王」は王そのものではなく、本来なら王よりも格下の侯と呼称すべき対象に敬意を込めた語である。また、倭王の次の文字も定説をみないが、「旨」と読むのが有力であるが、これが倭王の名を指しているとするならば、銘文には百済王の名がみえないので、ここに百済王の倭王に対する優位性をうかがうことができるのかもしれない。しかしながら、東晋の正朔を奉じる百済王が自らを天子になぞらえることは考えにくく、百済王自体も自らを「侯王」と位置づけていたものとみられる。

### 栗原薫の説
百済にとって最も頼れるのは前燕だったが、百済が倭国に積極的に接触しはじめたのは、対高句麗に備える為に、高句麗を挟撃するためには前燕だけでは不安になった為とみられ、太和二年（367年）に前燕の慕容恪が死亡し、太和四年（369年）に慕容垂が前秦に亡命するや、百済は倭国を前燕の代りとするに至り、太和四年（369年）以来の百済の度重なる倭国との盟約はその意味があった。『日本書紀』によると、神功四十四年（364年）、百済が倭国に接近しようとして、その使が卓淳国に来て、倭国に至る方法を聞き、366年に卓淳国に来た倭国の使者斯麻宿禰の従者を百済に迎え、百済王は宝庫を従者にみせて、倭国に献上したいと言い、367年、百済の使が倭国に来た。以後、倭国と百済との間に緊密な関係が生まれ、369年に倭国は朝鮮に出兵した。『三国史記』に369年より371年にかけ、高句麗と百済が戦ったが、百済が勝ち、高句麗王が殺されたとあるのもこの形勢に副った事件として理解でき、かくて倭国の保護下に、百済の地位が安定した。そしてそれまで百済が臣従していた前燕が滅んだので、代わって北支に進出するようになった晋に朝貢したのが372年であり、これが『晋書』に記される百済の最初の晋への朝貢である。同時に倭王に七支刀を献じて、軌道にのった日済関係の印とした。栗原薫は、「七枝刀銘文の表は吉祥句で形式的に刻んだものに過ぎず、泰和四年の年号以外は意味がない。裏は先世以来、未だこの刀あらず、百済王世子、奇くも聖音をおこす。故に倭王の旨の為に造る。伝えて…とよむべきである」とする。
〔裏面〕
| 先世以来未有此刀百濟王世□奇生聖■故為倭王旨造■示後世 <判読> 先世以来、未だこの刀あらず、百済王世子、奇くも聖音をおこす。故に倭王の旨の為に造る。伝えて… |

また、奇生聖音の聖音は神聖な誓いの言葉の意味で、聖音を生すで、神聖な誓をたてる意であり、漢や趙など五胡十六国の王が、天王と称していたのは、王や大王より上で、皇帝より下位または同格位の意があるが、倭国の天皇を『日本書紀』注の百済系史書（『百済新撰』）や百済系史書を写したとみられる『日本書紀』本文に天王と書いているのは、恐らく天皇の原形とみられ、百済が倭国を前燕の代りとし、天皇を前燕の王のように天王とよんだものであり、百済は、南朝に朝貢していたので、天王は百済の使いうる最高の称号と推定される。

### 浜田耕策の説
神功皇后52年は252年であり、肖古王（しょうこおう、生年未詳 - 214年）は三韓征伐の時の百済の王であり、この部分は日本書紀の記述は正しいと考えられる。また七支刀を奉じた時の百済の王は古尓王(234-286）であり、その子は責稽王(生年未詳 - 298年）であり貴須はその誤読であると思われる。子孫の枕流王は毎年貢物を奉じる旨を述べただけであり七枝刀を献上した古尓王(234-286）とは時期を分ける必要がある。その一方で戦後に主流になった説紀年論では干支二巡分（120年）年代が繰り上げられているとされており、訂正すると372年となって子孫の枕流王がいた制作年の太和（泰和）四年（369年）と符合すると主張する。
浜田耕策はこの百済の外交は、倭国と百済が水平的な関係にあったとしたうえで、百済による刀献上外交によって、中国南朝と百済と加耶諸国と倭王の南方外交ラインが形成され、6世紀初頭までこのラインが存続したとしている。

### 授受に関する諸説
七支刀の授受に関連して、当時の国際関係をめぐって主に次の4つの仮説が提唱されている。
1. 七支刀は東晋が倭国に授けたものであり、百済は仲介役にすぎないとする説（栗原朋信）
2. 百済が倭国に献上したものとする説（福山敏男、榧本杜人、中島信文）
3. 百済が倭国に下賜したものとする説（金錫亭）
4. 対等な関係での贈り物とする説（吉田晶、鈴木靖民）

1.は、倭国と東晋の外交関係成立は372年の事なので、前後関係からして東晋が百済を介して倭国に七支刀を授ける行動を取る点に矛盾がみられる。
2.3.4.は、倭国と百済の対高句麗同盟という前提に立つ点で共通している。
2.は、百済は371年に独力で高句麗を退け、故国原王を敗死させており、倭国はその軍事行動に寄与していない所から、百済が倭国に対して臣従する必要がない所に難が見られる。
3.は、倭国が朝鮮半島に対して鉄資源を依存しているところから導かれる見解である。しかし、その供給は多くを加耶地域に依存しており、たとえ百済からの供給がなくても倭国が困難に直面するとは考えがたいので、倭国が百済に従う必然性は全く無い点に難がある。
いずれにせよ、高句麗の南下という国際課題が浮上するなかで、それへの対応がせまられる倭国と百済の利害関係が一致し、その同盟の証として七支刀が作られたと思われる。

## 年紀考証
銘文の冒頭には「泰■四年」の文字が確認できる。年紀の解釈に関して以下のような諸説がある（一部をあげる。これ以外の説もある）。
- 西晋の「泰始四年」(268年)として判読する説（菅政友）。
- 東晋の「太和四年」(369年)とする説（福山敏男、吉田晶、浜田耕策ら）。「泰」は「太」と音通するため。
- 劉宋の「泰始四年」(468年)説（宮崎市定）。

### 晋（西晋）の 泰始四年（268年）説
日本書紀神功皇后摂政52年条（252年）に最も近い説である。発見者である菅政友も言及している説であった。百済の第8代の古尓王（在位:234年 - 286年）の時に作られたものとする。晋（西晋）の皇帝は世祖武帝司馬炎である。
〔表面〕
| 泰始四年五月十六日丙午正陽 造百練鋼七支刀 㠯辟百兵 宜供供侯王永年大吉祥 <判読> 泰始四年（268年）夏の中月なる5月、最も夏なる日の16日、火徳の盛んな丙午の日の正午の刻に、百度鍛えた鋼の七支刀を造る。これを以て百兵の兵器の害を免れるであろう。恭謹の徳ある侯王（倭王）に栄えあれ、寿命を長くし、大吉の福祥あらんことを。 |

〔裏面〕
| 先世以来未有此刀百濟王世□奇生聖音（又は晋）故為倭王旨造傳示後世 <判読> 先世以来、未だこのような刀は、百済には無かった。百済王と世子は生を聖なる晋の皇帝と倭に寄せることにした。それ故に、倭王が百済王に賜われた「旨」を元にこの刀を「造」った。後世にも永くこの刀と共に倭と百済が伝え示されんことを。 |

### 太和（泰和）四年（369年）説
浜田耕策による2005年における研究では、次のとおり発表された。
〔表面〕
| 泰和四年五月十六日丙午正陽造百練□七支刀出辟百兵宜供供侯王永年大吉祥 <判読> 太和（泰和）四年五月十六日丙午の日の正陽の時刻に百たび練った□の七支刀を造った。この刀は出でては百兵を避けることが出来る。まことに恭恭たる侯王が佩びるに宜しい。永年にわたり大吉祥であれ。 |

〔裏面〕
| 先世以来未有此刀百濟王世□奇生聖音（又は晋）故為倭王旨造傳示後世 <判読> 先世以来、未だこのような（形の、また、それ故にも百兵を避けることの出来る呪力が強い）刀は、百済には無かった。百済王と世子は生を聖なる晋の皇帝に寄せることとした。それ故に、東晋皇帝が百済王に賜われた「旨」を倭王とも共有しようとこの刀を「造」った。後世にも永くこの刀（とこれに秘められた東晋皇帝の旨）を伝え示されんことを。 |

山尾幸久は、裏面では百済王が東晋皇帝を奉じていることから、369年に東晋の朝廷工房で造られた原七支刀があり、百済が372年正月に東晋に朝貢して、同年6月には東晋から百済王に原七支刀が下賜されると、百済では同年にこれを模造して倭王に贈ったとの解釈を行っている。また、当時の東晋では、道教が流行しており、七支刀の形態と、その百兵を避けることができるとする呪術力の思想があったとする。
浜田耕策は山尾幸久の分析を踏まえたうえで、百済王が原七支刀を複製して、刀を倭王に贈るという外交は、当時、百済が高句麗と軍事対立にあったため、まず東晋と冊封関係を結び、次いで倭国と友好関係を構築するためだったとしている。
吉田晶は、年紀は泰和4年だが、月は「11月」と判読している。また、「聖音」は贈る百済王の世子（後の近仇首王）がみずからの権威を高める語であり、東晋の影響を考える必要はないと主張している。
これらの説は、「丙午」を次の「正陽」とあわせて、実際の日付ではなく吉祥句として解釈している。
2025年のX線CTによる調査により、369年説が強まっている。

### 劉宋の泰始四年（468年）説
宮崎市定は「丙午」を火力の強いことを表わす吉祥句であり、示されている年月日が丙午である必要はないとした。この上で、最初に七支刀を紹介した菅政友の読みを尊重すべきとして「泰■四年■月」を劉宋「泰始四年五月」とした(ただし、菅政友説は西晋の268年)。その傍証として以下を示している。
・ 泰始四年の夏（4月、5月、6月）は、小の月、大の月、大の月であることからその年の夏の中心は5月16日になる(下記)。上記にある説の年の4-6月にはこの組み合わせはない。
・ 百済の「済」が通常とは異なった形になっている。これは、倭の五王の一人である、「済」の諱を避けたものとすると制作時期は5世紀後半になる。
〔表面〕
| 泰始四年五月十六日丙午正陽 造百練鋼七支刀 㠯辟百兵 宜供供侯王永年大吉祥 <判読> 泰始四年（468年）夏の中月なる5月、夏のうち最も夏なる日の16日、火徳の旺んなる丙午の日の正午の刻に、百度鍛えたる鋼の七支刀を造る。これを以てあらゆる兵器の害を免れるであろう。恭謹の徳ある侯王に栄えあれ、寿命を長くし、大吉の福祥あらんことを。 |

〔裏面〕
| 先世以来未有此刀 百□王世子奇生聖徳 故為倭王旨造 伝示後世 <判読> 先代以来未だ此（かく、七支刀）のごとき刀はなかった。百済王世子は奇しくも生れながらにして聖徳があった。そこで倭王の為に嘗（はじ）めて造った。後世に伝示せんかな。 |

一方、歴史研究者である中島信文は著書『日本国誕生の隠された秘密と真実』（2020年）にて「丙午」を日ではなく年の干支であると解釈して同様の年代比定をおこなっている。

## 史料の中における七枝刀

### 『日本書紀』の記述

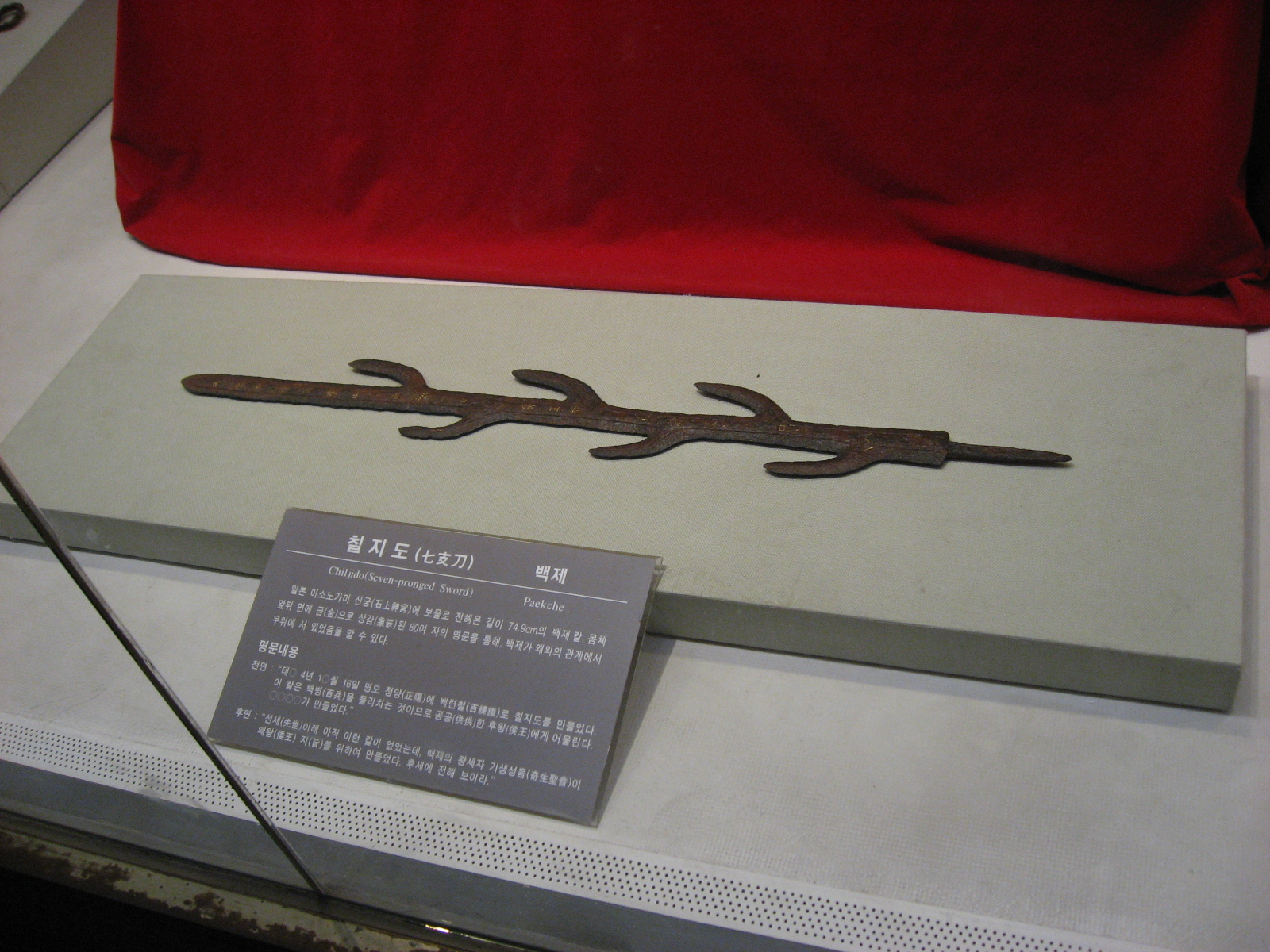
七支刀のレプリカ

『日本書紀』によれば、神功皇后52年九月丙子の条に、百済が日本の使者、千熊長彦に会い、七支刀一口、七子鏡一面、及び種々の重宝を献じて、友好を願ったと書かれている。孫の枕流王（生年不詳 - 385年）も『日本書紀』の中に出てくる。
五十二年秋九月丁卯朔丙子、久氐等從千熊長彥詣之、則獻七枝刀一口、七子鏡一面及種種重寶、仍啓曰「臣國以西有水、源出自谷那鐵山、其邈七日行之不及。當飲是水、便取是山鐵以永奉聖朝。」乃謂孫枕流王曰「今我所通東海貴國、是天所啓、是以垂天恩、割海西而賜我、由是國基永固。汝當善脩和好、聚斂土物、奉貢不絕、雖死何恨。」自是後、每年相續朝貢焉。
千熊（ちくま）長彦については（『百済記』では「職麻那那加比跪」と表記）、神功皇后47年日本書紀では247年（二運繰り下げ説では367年）に新羅が百済の貢ぎ物を奪ったため、千熊長彦が新羅を責めたとある。
またその二年後の神功皇后49年春3月に、荒田別（あらたわけ）や鹿我別（かがわけ）ら軍勢を派遣して卓淳国に至り、新羅を討った。さらに百済の将軍木羅斤資と沙沙奴跪（ささなこ）らが荒田別らに協力し新羅軍をやぶり、倭・百済連合軍は、比自㶱、南加羅、㖨国、安羅、多羅、卓淳、加羅などの七カ国を平定し、また比利、布弥支、半古などの四つの村を平定したとある。倭国によるこれらの事蹟に対して百済肖古王が、久氐らを派遣した。
その後、神功皇后52年 秋九月丁卯朔丙子（9月10日）条に、百済の使である久氐（くてい）らが、千熊長彦の引率で来倭し、七枝刀（ななつさやのたち）、七子鏡（ななつこのかがみ）、および種々の重宝を倭国へ奉った。そして『臣（百済）の西に河があり、水源は谷那（こくな）の鉄山（かねのむれ）から出ています。遠く、七日間でも到着できません。この河の水を飲み、この山の鉄を採り、ひたすら聖朝（ひじりのみかど）に奉ります』と言った。

### 『古事記』歌謡との関連
吉野裕子は、仁徳天皇（大雀命=おおさざきのみこと）と石上神宮との関係について、『古事記』中巻歌謡48を、皇子時代の仁徳天皇が七支刀を佩用していた様を吉野の国主達が歌ったものと推測している。
原文
本牟多能 比能美古

意富佐邪岐 意富佐邪岐

波加勢流多知

母登都流藝 須惠布由

布由紀能 須加良賀

志多紀能 佐夜佐夜
ひらがな訳
ほむたの ひのみこ

おほさざき おほさざき

はかせるたち

もとつるぎ　すゑふゆ

ふゆきの すからが

したきの さやさや
読み下し文
品陀の 日の御子

大雀 大雀

佩かせる大刀

本つるぎ 末ふゆ

冬木の すからが

下樹の さやさや
現代語訳
天子様の日の御子である

オホサザキ様、

オホサザキ様のお佩きになっている大刀は、

本は鋭く、切先は魂あり、

冬木のすがれの

下の木のようにさやさやと鳴り渡る。

注：仁徳天皇は、応神天皇（誉田別命=ほむたわけのみこと）の皇子である。また、「日の御子」とは、天皇・皇子を敬って言う語である。

## 七子鏡とボストン美術館所蔵銅鏡
なお、この時七支刀と同時に奉られた七子鏡は、アメリカ合衆国のボストン美術館に所蔵されている銅鏡ではないかとする説がある。この鏡は、鏡背の主文様帯に乳（円形の突起）が7つあり、七子鏡の名称に相応しいという。これらの遺物は、1875年（明治8年）大雨で崩れた大仙陵古墳（仁徳天皇陵）から出土したものと伝えられ、ボストン美術館には銅鏡、環頭大刀など5点が収蔵されている。これらの品は、1908年（明治41年）には既に博物館に所蔵されていた。
- 鏡は細線式獣帯鏡で、青龍、白虎、玄武、朱雀などの霊獣を細線で表しており、後漢製の舶載鏡と推定される。しかし、百済の武寧王陵から同種の鏡が発掘され、中国の南朝での製品という可能性もある。
- 大刀は、刀身が折れて欠失しており、長さ23センチメートルの把（つか、柄）と環頭（柄頭）が残っている。環頭は鋳銅製、金鍍金で、環の内側には竜の頭部を表し、環には双竜を浮き彫りにしている。把には連続した三角形の中に禽獣を浮き彫りにした帯状の飾り金具を付けている。この類似品は朝鮮半島南部の新羅や任那の古墳から出土している。

宮内庁書陵部の研究によると、これらの出土品は、ボストン美術館中国・日本美術部勤務であった岡倉覚三（天心）により、1906年（明治39年）に京都で購入された可能性が高く、また、実年代は「6世紀の第1四半期を中心とした時期」であり、古墳の築造時期とずれがあるとも指摘されている。

## 復元制作
今までに三度復元制作されている。本来の製法が不明なこともあり、異なる製作法が採用されている。
- 1980年（昭和55年）、奈良国立文化財研究所、刀匠月山貞一の手によるもの
  - 日本刀と同様の鍛造
- 1993年（平成5年）、岩佐佛喜堂、刀匠源正光、磨師藤沢逸郎の手によるもの
  - 日本刀と同様の鍛造
- 2005年（平成17年）、奈良県立橿原考古学研究所付属博物館、鋳造は鋳造は浜田興七、浜田善玲、熱処理は刀匠河内國平の手によるもの
  - 鋳造の後、890℃の炉で6時間処理